# 峰奈由果
峰奈由果（日语：峰なゆか，1984年9月29日—），出身於岐阜縣的漫画家和作家。前AV女優。所屬事務所是渡边娱乐。

## 來歷
在日本電視台的談話節目『恋のから騒ぎ』中，以稲垣那祐佳的名義演出第11期生（當時為19歲的服飾專門學生）。
2005年以宇宙企劃的『恋のエロ騒ぎ』在AV界出道。2006年起成為MOODYZ的專屬女優。
2009年1月以『超絶品ボディ引退SPECIAL』為AV引退作。
2011年5月以「1本・レズ限定」為契約與MOODYZ演出『美しすぎるレズビアン マ○コがマ○コに恋をする理由（ワケ）』。
同年11月，於『週刊SPA!』連載的漫畫『アラサーちゃん』宣布發行單行本。之後她以漫畫家和作家的身分活躍。
2014年7月成為渡邊娛樂的成員。
2020年4月8日宣布結婚生子。

## 外部連結
- 峰なゆかのひみつの赤ちゃんルーム （页面存档备份，存于） - 現在的部落格
- 峰なゆか公式ブログ，存于 - DMM部落格（直到AV女優引退）
- 峰なゆかの感じるエロマンガ広場，存于 - DMM部落格
- 峰奈由果的X（前Twitter）
- ワタナベエンターテインメント・峰なゆか （页面存档备份，存于）
- 「AV女優ちゃん」 （页面存档备份，存于）
- 「男子禁制 ヒミツの更衣室」ダ・ヴィンチ電子ナビ （页面存档备份，存于）
- 峰なゆかの「女くどき飯」 （页面存档备份，存于） - ぐるなび網站